# Haroldo Ferreira
Haroldo Ferreira (Foz do Iguaçu, 21 de maio de 1918) é um médico e político brasileiro.

## Vida
Filho de Cândido Ferreira e de Sibilia de Sá Salto M. Ferreira, formou-se em medicina.

## Carreira
Foi deputado à Assembleia Legislativa de Santa Catarina na 5ª legislatura (1963 — 1967), eleito pelo Partido Trabalhista Brasileiro (PTB), e na 9ª legislatura (1979 — 1983), eleito pelo Movimento Democrático Brasileiro (MDB). Foi 2º secretário da Assembléia Legislativa, em 1965.